# National Ignition Facility
El National Ignition Facility (amb acrònim anglès NIF) és un centre d'investigació de fusió de confinament inercial (ICF) basat en làser, situat al Laboratori Nacional Lawrence Livermore a Livermore, Califòrnia, Estats Units. La missió de NIF és aconseguir l'encesa per fusió amb un gran guany d'energia. Va aconseguir el primer experiment científic de fusió controlada el 5 de desembre de 2022, amb un guany d'energia d'1,5 megajoules. Dona suport al manteniment i disseny d'armes nuclears estudiant el comportament de la matèria en les condicions que es troben a les explosions nuclears.

Diagrama de Sankey de l'energia làser a raigs X hohlraum per orientar l'eficiència d'acoblament d'energia de la càpsula. Cal tenir en compte que l'"energia làser" és després de la conversió a UV, que perd al voltant del 50% de la potència IR original. La conversió de la calor dels raigs X en energia del combustible perd un altre 90%, de l'1,9 MJ de llum làser, només uns 10 kJ acaben en el propi combustible.

NIF és el dispositiu ICF més gran i potent construït fins ara. El concepte bàsic de l'ICF és esprémer una petita quantitat de combustible per assolir la pressió i la temperatura necessàries per a la fusió. NIF acull el làser més energètic del món. El làser escalfa la capa exterior d'una petita esfera. L'energia és tan intensa que fa que l'esfera imploti, estrenyent el combustible a l'interior. La implosió arriba a una velocitat màxima de 350 km/s (220 mi/s), augmentant la densitat del combustible d'aproximadament la de l'aigua a unes 100 vegades la del plom. El lliurament d'energia i el procés adiabàtic durant la implosió eleva la temperatura del combustible a centenars de milions de graus. A aquestes temperatures, els processos de fusió es produeixen en el petit interval abans que el combustible exploti cap a l'exterior.
La construcció del NIF va començar l'any 1997. El NIF es va completar amb cinc anys de retard i va costar gairebé quatre vegades el seu pressupost original. El 31 de març de 2009, el Departament d'Energia dels Estats Units va certificar que la construcció va estar acabada. Els primers experiments a gran escala es van realitzar el juny de 2009 i els primers "experiments d'encesa integrat" (que van provar la potència del làser) es van declarar finalitzats l'octubre de 2010
Del 2009 al 2012 es van dur a terme experiments en el marc de la Campanya Nacional d'Ignició, amb l'objectiu d'arribar a l'encesa just després que el làser arribés a la màxima potència, en algun moment de la segona meitat del 2012. La campanya va acabar oficialment el setembre de 2012, aproximadament1⁄10 les condicions necessàries per a l'encesa. A partir de llavors, el NIF s'ha utilitzat principalment per a la investigació de la ciència dels materials i les armes. L'any 2021, després de les millores en el disseny de l'objectiu de combustible, NIF va produir el 70% de l'energia del làser, batent el rècord establert el 1997 pel reactor JET en un 67% i aconseguint un plasma en combustió. El 5 de desembre de 2022, després de noves millores tècniques, NIF va arribar a l'"ignició", o punt d'equilibri científic, per primera vegada, aconseguint un rendiment energètic del 154%.